# Auxolophotis
Auxolophotis is een geslacht van vlinders van de familie grasmotten (Crambidae), uit de onderfamilie van de Pyraustinae.

## Soorten
- A. ioxanthias Meyrick, 1933